# Primer (film)
Primer è un film indipendente del 2004 scenografato, montato, musicato, prodotto, scritto, diretto e interpretato da Shane Carruth. È un thriller fantascientifico sui viaggi nel tempo.
Primer è noto per il suo budget estremamente ridotto, la struttura sperimentale della trama, le implicazioni filosofiche e i complessi dialoghi tecnici, che Carruth, laureato in matematica ed ex ingegnere, ha scelto di non semplificare a beneficio del pubblico. Il film è diventato un cult tra gli appassionati di viaggi nel tempo.

## Trama
(Aaron commenta con Abe la sua insonnia)

Sistema di viaggio nel tempo

Due giovani ingegneri, Aaron e Abe, dipendenti di una ditta privata di informatica, realizzano con elementi presi in prestito dal laboratorio, con del palladio ricavato dalle marmitte catalitiche delle loro auto e con tubi di rame ricavati dal frigorifero di casa, un dispositivo che si rivelerà essere una macchina del tempo. Se ne renderanno conto grazie a un fungo che si svilupperà in poche ore a fronte dei 5 o 6 anni necessari.
Supponendo che la macchina venga accesa in un momento A (per esempio le 12:00) e che i crononauti vi entrino in un momento B (per esempio le 18:00), questi ultimi dovranno aspettare sei ore per uscire nuovamente nel momento A, ovvero tornando indietro nel tempo di sei ore. Il punto A, quindi, oltre a essere il momento di accensione della macchina, è per prima cosa il momento di arrivo dei viaggiatori. Con questo meccanismo ci sarà quindi un arco di tempo in cui i viaggiatori staranno aspettando di entrare nel punto B ma contemporaneamente i cosiddetti "doppi" saranno già usciti dal punto A. Per questo i due protagonisti si isolano dal mondo rifugiandosi in hotel, nel tentativo di evitare paradossi temporali.
Il primo a fare il viaggio da solo sarà Abe; in un primo "futuro alternativo" egli renderà poi partecipe anche l'amico e i due inizieranno il percorso che li condurrà quasi alla fine del film. Le cose però non andranno come previsto (uno degli effetti collaterali sarà che i due non riusciranno più a scrivere con una penna) e, nonostante l'idea di partenza fosse quella di arricchirsi in borsa, la tentazione di modificare eventi personali li porterà a conseguenze non più controllabili.

## Produzione
Per la sua produzione sono stati investiti 7000 $ e il film è stato girato interamente a Dallas.

## Riconoscimenti
- Sundance Film Festival (2004):
  - Gran premio della giuria: U.S. Dramatic.[6]
  - Premio Alfred P. Sloan.[6]
- Miglior sceneggiatore/regista (Shane Carruth) al Nantucket Film Festival nel 2004.
- Miglior Lungometraggio al London International Festival of Science Fiction nel 2005.[7]